# L'Alibi (film, 1914)
Pour les articles homonymes, voir L'Alibi.
Pour plus de détails, voir Fiche technique et Distribution.
L'Alibi est un film muet français réalisé par Henri Pouctal, sorti en 1914.

## Fiche technique
- Scénario : Gabriel Trarieux, d'après sa pièce
- Réalisation : Henri Pouctal
- Société de production : Le Film d'art
- Format : Noir et blanc - Muet
- Genre : Film dramatique
- Année de sortie : 1914

## Distribution
- Robert Damorès : le lieutenant d'Aiguesvives
- Jacques Volnys : le colonel de Mas-Oubier
- Madeleine Lyrisse : Marthe de Mas-Oubier
- Alber Mayer : le capitaine Laroche
- Nelly Cormon : Madeleine Laroche